# Associació Agrària de Joves Agricultors
Associació Agrària - Joves Agricultors (ASAJA) (oficialment en castellà: Asociación Agraria - Jóvenes Agricultores, ASAJA) és una organització agrària espanyola. És una federació d'associacions professionals sectorials, com ara l'arròs, el tabac o bleda-rave, i regionals. Es dedica a la prestació de serveis individuals, l'obtenció d'acords interprofessionals i la innovació tecnològica.
El 2002 tenia 250.000 afiliats i el 2005 representava el 60% de la producció agrària. A les últimes eleccions a Cambres Agràries va obtenir el 36% dels vots, enfront de la Coordinadora d'Organitzacions d'Agricultors i Ramaders (COAG) que va obtenir el 39% i Unión de Pequeños Agricultores y Ganaderos. La representativitat de les organitzacions agrícoles no queda clara, ja que des de 1979 no hi ha hagut comicis excepte en algunes autonomies i cap a nivell nacional. La composició del cens i els criteris de representativitat de les organitzacions en la proposició del govern nacional del 2014 no van ser unanànimes.

## Història
ASAJA va néixer el 14 de juliol de 1989 mitjançant la unió de la Confederación Nacional de Agricultores y Ganaderos (CNAG) en continuïtat amb el sindicalisme vertical, el Centro Nacional de Jóvenes Agricultores (CNJA) i Ufade. Hi conflueixen les elits de l'agricultura extensiva d'Andalusia, Extremadura i Castella i el reformisme modernitzador del CNJA, moviment de joves agricultors amb arrels al catolicisme moderat i promogut per grups lligats a les elits tecnocràtiques de la dictadura. La majoria de les organitzacions provincials, especialment de JA i UFADE, van ser creades pel partit polític Unió de Centre Democràtic (UCD) a semblança dels sindicats agraris francesos. En la CNAG operava el partit Alianza Popular (AP). El 26 de març de 2018, Pedro Barato en va ser reconfirmat com a president nacional per aclamació a les eleccions, ja que no hi havia cap altre candidat.
La situació d'ASAJA a Catalunya és minoritaria, ja que Unió de Pagesos (UP) és majoritària. JARC obtingué el 28% dels vots i ASAJA el 15%. Queda un conflicte des de fa dècades fortament enquistat per interessos econòmics de grans empreses i latifundistes.